# ماكسين ستيوارت
ماكسين ستيوارت (بالإنجليزية: Maxine Stuart) هي ممثلة أمريكية، ولدت في 28 يونيو 1918 في Elberon, New Jersey ‏ في الولايات المتحدة، وتوفيت في 6 يونيو 2013 في بيفرلي هيلز في الولايات المتحدة بسبب مرض.

## وصلات خارجية
- ماكسين ستيوارت على موقع IMDb (الإنجليزية)
- ماكسين ستيوارت على موقع قاعدة بيانات برودواي على الإنترنت (الإنجليزية)
- ماكسين ستيوارت على موقع إن إن دي بي (الإنجليزية)
- ماكسين ستيوارت على موقع قاعدة بيانات الفيلم (الإنجليزية)